# 群 (小說)
《群》由德国作家法蘭克·薛慶所著，於2004年出版的科幻驚悚小說。作者於2006年將為了撰寫本書而收集的資料另外彙整並改寫為非小說類的《海，另一個未知的宇宙》一書。

## 故事
世界各地陸續傳出來自海洋的異常現象所造成的災難性事件，海洋生物開始發狂似的攻擊船隻、包圍海岸甚至入侵陸地，隨著挪威大陸坡蘊藏的甲烷水合物大量分解所引發的海底崩移，海嘯不僅重創了北歐諸國的沿海地區及海上建設，也震驚了全世界。一群海洋生物學家、海洋物理學家甚至天文學家為此而聚集在一起試圖找出肇事的根源，並提出海洋中存在某種代號為Yrr的疑似智慧生物為這一連串事件的幕後黑手。而美國軍方的介入以及Yrr真面目的揭曉，又將事態朝向更為詭譎複雜的方向發展。人類面對海洋的來襲與敵意，該如何自處與化解呢？

## 人物
- 西谷·約翰遜（Sigur Johanson）：

挪威海洋生物學家兼大學教授，都會雅痞，《群》一書中的主要角色，在後來的研究工作上有相當重要的地位。被認為是作者於書中的投影。
- 李奧·安納瓦克（Leon Anawak）：

出生於伊努特地區的印地安人，加拿大籍鯨魚研究學者，全書中的另一主要角色，在書中亦有舉足輕重的地位。
- 提娜·倫德（Tina Lund）：

石油公司主管，與西谷·約翰遜有著曖昧的關係。在書中為作者薛慶妻子莎賓娜的投影（有聲書中由作者妻子詮釋）。
- 凱倫·韋孚（Karen Weaver）：

科學記者，全書中的女主角之一，在後期亦有加入研究團隊，與李奧一同合作。
- 茱蒂斯·黎（Judith Li）：

美軍將領，中美混血兒，激進愛國主義者，是研究團隊的實質負責人與指揮官。
- 艾麗西婭·戴拉維（Alexia Delaware）：

李奧的助手，為主修動物智能的女大學生，研究團隊成員之一。與灰狼為情侶。
- 傑克·"灰狼"·歐班儂（Jack "Greywolf" O'Bannon）：

美國海軍昔日海豚訓練員，因為不忍心於海豚的遭遇而離隊，為李奧的朋友並且受李奧之邀加入研究團隊。與艾麗西婭·戴拉維為情侶。

## 獲獎紀錄
- 2004 - 國際柯林書獎文學類
- 2005 - 德國庫特拉思維茲獎年度最佳科幻小說
- 2005 - 德國科幻小說獎
- 2005 - 德國出版金羽獎
- 2005 - 德國犯罪小說獎

## 外部連結
- （德文）官方網站
- （英文）The Swarm at harpercollins.com （页面存档备份，存于）
- （英文）The Swarm on Amazon.com
- （英文）The Swarm on Powells.com as an e-book （页面存档备份，存于）
- 中文版官方部落格